# سامانه جراحی سینا
سامانه رباتی سینا، محصولی از شرکت ایرانی نوآوران رباتیک و پزشکی سینا است که جراحی لاپاراسکوپی انجام می‌دهد. این سیستم جراحی رباتیک، جراحان را قادر به انجام جراحی‌های پیچیده می‌سازد. این سامانه در اداره ثبت اختراعات آمریکا نیز به تأیید و ثبت رسیده است.

## ساختار
سامانه رباتی سینا، محصولی از شرکت ایرانی نوآوران رباتیک و پزشکی سینا است که جراحی لاپاراسکوپی انجام می‌دهد.از سال ۱۳۸۵ کار تحقیقات بر روی سامانه جراحی از راه دور سینا شروع شد. این ربات حاصل زحمات ۱۵ ساله پژوهشگران حوزه طراحی رباتیک و مکاترونیک در مرکز تحقیقات دانشگاه علوم پزشکی تهران است که از مدل نخست این ربات در سال ۱۳۹۴ به‌عنوان یک پروژه ملی در نمایشگاه تجهیزات پزشکی رونمایی شد.
سامانه رباتی سینا از دو بخش اصلی تشکیل شده است. بخش اول عبارت است از یک کنسول کنترل فرایند جراحی که در اختیار جراح قرار دارد و فرامین حرکتی دستان جراح و فرامین کنترلی از انگشتان و پاهای جراح را دریافت می‌کند و تصویری زمان حقیقی از موضع جراحی را در اختیار جراح قرار می‌دهد.
بخش دیگر مجموعه تخت جراحی و ربات‌های جراح و تصویربردار بر بالین بیمار است که حرکات دریافت شده از کنسول جراحی را به صورت زمان حقیقی روی بدن بیمار و در موضع عمل جراحی اعمال می‌نماید. ارتباط این دو بخش اصلی از دستگاه یا از طریق اینترنت از راه دور و یا در محل جراحی امکان پذیر است؛ به این ترتیب جراح می‌تواند از هر جایی، عمل جراحی را انجام دهد.

## ویژگی ها
این ربات جراح در جراحی های قفسه سینه و حفره شکمی مورد استفاده قرار می گیرد. افزایش دقت جراحی، عدم وجود شکاف عمیق در حین جراحی در بدن بیمار، خونریزی کمتر، بهبود سریع تر و دوره نقاهت کوتاه تر بیمار از جمله مزایای این ربات جراح ایرانی است. با وجود این ربات، جراح  نیاز به پوشیدن لباس استریل جهت انجام عمل را ندارد و می تواند بدون قرار گرفتن در اتاق جراحی و به دور از گازهای بیهوشی و عفونت های خطرناک به کار خود بپردازد.

## تاییدیه ها
سامانه رباتی سینا رقیب سامانه رباتی داوینچی است و در اداره ثبت اختراعات آمریکا نیز به تأیید و ثبت رسیده است. تاکنون ده ثبت اختراع بین المللی در کشور‌های آمریکا، اتحادیه اروپا، چین و اندونزی به ثبت رسیده است.

## راه اندازی در ایران
دو نمونه از این ربات با کاربرد آموزش روش‌های جدید جراحی رباتیک توسط بیمارستان‌های آموزشی سینا و شریعتی خریداری و نصب شده اند. یک دستگاه نیز با مشارکت شرکت سینا در مرکز آموزش مهارت‌های پیشرفته بالینی ایران نصب شده و برای برگزاری دوره‌های آموزشی دانشگاه علوم پزشکی تهران از آن استفاده می‌شود. 

## صادرات
صادرات این سامانه معادل ۱.۱ میلیون یورو به ازای هر دستگاه برای کشور ارزآوری خواهد داشت.

### اندونزی
اولین محموله صادراتی از این سامانه مدل فِلِکس است که در سال ۲۰۲۱ به کشور اندونزی صادر شده است.

### روسیه
طی یک تفاهم نامه تولید مشترک این سامانه با انستیتو تحقیق و توسعه مرکزی روسیه در رباتیک و فناوری‌های سایبرنتیک (RTC) کلید خورد. بر اساس این موافقت نامه قرار است ربات جراح سینا به صورت نیمه مونتاژ در ایران تولید و به صورت SKD به روسیه صادر و در سن پترزبورگ مونتاژ شود. شرکت ایرانی- روسی که به این منظور در روسیه تاسیس خواهد شد، مسئولیت اخذ مجوز‌های لازم، بازاریابی، فروش و خدمات پس از فروش این سیستم در روسیه و حوزه CIS را بر عهده خواهد داشت.

### بازارهای اروپایی
در خصوص بازار‌های اروپایی نیز پیرو تفاهم نامه با دانشگاه پلی تکنیک فدرال لوزان (EPFL) ارتباطات بسیار مناسبی شکل گرفته و شرکت سینا به عنوان شریک صنعتی دانشگاه مذکور به ثبت رسیده است.